# Сарбаево (Оренбургская область)
Сарбаево — деревня в Кувандыкском городском округе Оренбургской области.

## География
Находится на расстоянии примерно 10 километров по прямой на юг-юго-восток от окружного центра города Кувандык.

## Климат
Климат умеренно континентальный. Времена года выражены чётко. Среднегодовая температура по району изменяется от +4,0 °C до +4,8 °C. Самый холодный месяц года — январь, среднемесячная температура около −20,5…−35 °C. Атмосферных осадков за год выпадает от 300 до 450—550 мм, причём большая часть приходится на весенне-летний период (около 70 %). Снежный покров довольно устойчив, продолжительность его, в среднем, 150 дней.

## История
Упоминается с 1871 года как деревня Сарыбаева. От башкирского личного имени Харыбай (в переводе — «Желтый бай»).. До 2016 года входила в Первомайский сельсовет Кувандыкского района, после реорганизации этих муниципальных образований в составе Кувандыкского городского округа.

## Население
Постоянное население составляло 77 человек в 2002 году (башкиры 95 %), 45 в 2010 году.